# Kojak (series)
Kojak es el título de dos series de televisión estadounidenses; la primera fue emitida con gran éxito por la CBS entre el 24 de octubre de 1973 y el 18 de marzo de 1978 y la segunda, en 2005 por USA Network.

## Serie de 1973

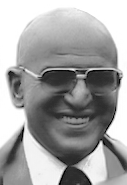
Telly Savalas, protagonista de la serie.

Esta primera versión fue una serie popular de la televisión de Estados Unidos, protagonizada por Telly Savalas como el teniente Teo Kojak de la Policía de la Ciudad de Nueva York (distrito de Manhattan Sur).
Tomó el horario de la serie Cannon, que fue trasladada una hora más temprano.
El origen griego de Kojak, compartido por el actor Savalas, representó un elemento prominente en la serie.
Contó con ingredientes inusuales para una producción policíaca en aquellos momentos: mientras las otras solían basar sus tramas en ambientes muy lujosos o de la alta sociedad, con personajes importantes de gran poder adquisitivo, en Kojak, los casos sucedían casi en su totalidad en entornos normales de clase media o baja, con lo cual el público se sentía muy identificado con lo que iba ocurriendo, resultando mucho más empático y real. Como muestra, simplemente había que fijarse en la destartalada comisaría donde trabajaban y sobre todo en el despacho del protagonista. También tuvo una inusitada violencia, donde en otras series se insinuaba, en esta se mostraban los crímenes y agresiones, no solo los perpetrados con arma de fuego, incluso con armas blancas; temas tabú en la época como el consumo de drogas, también se trataban con toda su sordidez. Esto hizo que en algunos países en donde se estrenó la serie, se censurasen episodios o directamente no se emitiesen, como en España.
En Brasil, la serie original fue emitida en Rede Globo durante el horario de máxima audiencia en los años 70, donde fue también un gran éxito de audiencia. Incluso se llegó a apodar a personas calvas con el nombre "Kojak" en el lenguaje vulgar brasileño. También tuvo una canción especial de carnaval. Posteriormente, Rede Manchete volvió a retransmitir la serie en 1989, los martes antes del cierre de transmisiones.

## Producción
La serie fue creada por Abby Mann, un escritor de guiones cinematográficos ganador del Oscar, más conocido por su trabajo en antologías de drama tales como Robert Montgomery presenta y Playhouse 90. La Universal TV lo contactó para hacer una historia basada en unos asesinatos que conmocionaron a la ciudad de Nueva York.
En 1963 se cometieron los asesinatos Wylie-Hoffert, conocidos como Career Girl; el crimen implicó la violación y asesinato brutales de dos jóvenes prostitutas en Manhattan. Debido al pobre trabajo de la policía y la actitud descuidada hacia los derechos civiles de los sospechosos, el crimen fue atribuido a un joven negro, George Whitmore. Después de obtener ilegalmente una confesión, la policía detuvo al sospechoso. Debido por lo menos en parte a los esfuerzos de un periodista investigador, Selwyn Raab, se hizo una segunda investigación por un equipo diferente de detectives que exoneró al sospechoso e identificó al verdadero asesino, Richard Robles, un drogadicto, que fue detenido y condenado.
Mann desarrolló el proyecto como una novela policíaca negra, pero con un subtexto enfocado en el prejuicio institucionalizado y los derechos civiles de sospechosos y testigos. El resultado fue el filme para TV The Marcus-Nelson murders o Kojak and the Marcus-Nelson murders, dirigida por Joseph Sargent e interpretada por Telly Savalas como el teniente Kojak (escrito Kojack) que ayudaba a aclarar los crímenes y liberaba al inocente Whitmore; fue emitida en mayo de 1973 y marcó el comienzo de la serie.

## Argumento
La serie transcurre en la ciudad de Nueva York en Manhattan Sur, en el Decimotercer Distrito. Gira alrededor de los esfuerzos del incorruptible teniente Teo Kojak (Telly Savalas), un policía calvo, tan cínico como agudo, con tendencia a forzar las reglas para llevar al criminal ante la justicia. En los primeros episodios de la serie, Kojak fumaba mucho. Como el sentimiento antitabaco no hacía más que aumentar en la televisión estadounidense, los guionistas decidieron que Kojak tenía que dejar de fumar. Empezó a chupar chupachús como sustitutos de los cigarrillos. Éstos y su frase «Who loves you, baby?» (‘¿Quién te quiere, nena?’) llegaron a ser las señas de identidad del personaje.
Su sempiterno jefe era el Capitán Frank McNeil, interpretado por Dan Frazer. No solo eran socios a la hora de resolver crímenes, también tenían muchas cosas en común. Más tarde, McNeil fue promovido a jefe de detectives de Manhatan y Kojak a comandante del distrito de Manhatan Sur.
Su escuadra incluye uno de sus acompañantes favoritos: un joven oficial en traje de paisano, el Detective Bobby Crocker (Kevin Dobson), compañero habitual de Kojak y en el cual confía siempre su jefe, como en cualquiera que está cercano a él.
Participan además los detectives Stavros (interpretado por el hermano de Telly Savalas, George Savalas), Saperstein (Mark Russell) y Rizzo (Vince Conti), todos como soporte de Kojak.

## Reparto
| Actor          | Personaje                                        | Notas              |
| -------------- | ------------------------------------------------ | ------------------ |
| Telly Savalas  | teniente / inspector Theo Kojak                  |                    |
| Dan Frazer     | capitán Frank McNeil                             | jefe de Kojak      |
| Kevin Dobson   | detective Bobby Crocker                          | compañero de Kojak |
| George Savalas | detective Demosthenes Stavros                    |                    |
| Mark Russell   | detective Saperstein                             |                    |
| Vince Conti    | detective Rizzo                                  |                    |
| Roger Robinson | detective Gil Bewer (Temporadas 1 a 3)           |                    |
| Andre Braugher | detective Winston Blake (1989-90 revival de ABC) |                    |

Muchos actores que actuaron como estrellas invitadas de la serie alcanzaron luego gran fama:
- F. Murray Abraham
- Maud Adams
- Patrick Adiarte
- Danny Aiello
- Paul Anka
- Armand Assante
- Paul Benedict
- Eileen Brennan
- Blair Brown
- Irene Cara
- Dabney Coleman
- Nicholas Colasanto
- Yvonne Craig
- Scatman Crothers
- Héctor Elizondo
- Erik Estrada
- Richard Gere
- Paul Michael Glaser
- Sharon Gless
- Ruth Gordon
- Gloria Grahame
- Kene Holliday
- Robert Ito
- William Katt
- Harvey Keitel
- Ken Kercheval
- Sally Kirkland
- Swoosie Kurtz
- Bernie Kopell
- John Larroquette
- Judith Light
- Tina Louise
- Carol Lynley
- Stephen Macht
- Allan Miller
- Roger E. Mosley
- Sheree North
- Jerry Orbach
- Geraldine Page
- John Pleshette
- Kathleen Quinlan
- Lynn Redgrave
- John Ritter
- Sylvester Stallone
- Danny Thomas
- Daniel J. Travanti
- Forrest Tucker
- Joan Van Ark
- Christopher Walken
- Eli Wallach
- Shelley Winters
- James Woods

También hicieron cameos las futuras estrellas de Falcon Crest David Selby y Susan Sullivan, y las estrellas de The Young and The Restless, Eric Braeden y Jess Walton.
En 1976, el guionista Joe Gores recibió un Premio Edgar de los Mystery Writers of America por «mejor episodio en una serie de la televisión» por el episodio de la tercera temporada «No Immunity for Murder» (emitido el 23 de noviembre de 1975).
La serie terminó en 1978, después de una bajada en los niveles de audiencia. Las repeticiones de Kojak llegaron a ser muy exitosas en la sindicación y la televisión. Años después de que la serie terminara, Savalas repitió el papel en dos películas para la televisión, The Belarus file (1985), una adaptación del libro de John Loftus, y The price of Justice (1987), basado en la novela de Dorothy Uhnak, The Investigation.
En 1989–1990 Kojak volvió a la televisión como parte de una serie corta de cinco episodios de dos horas que se emitieron en la cadena ABC como parte de su ABC Mystery Movies. Ya no como un teniente que comanda un equipo de detectives policiales, Kojak ha sido ascendido a inspector y tiene a su cargo la Escuadra de Crímenes Mayores de la NYPD. Andre Braugher estaba en el reparto como un joven detective asignado a las órdenes de Kojak.

## Premios y nominaciones
- 1977: Emmy: Nominada a mejor fotografía.
- 1976: Emmy: Nominada a mejor fotografía y música.
- 1975: Emmy: Mejor actriz de reparto: Lampert; 6 nominaciones, incluyendo mejor serie dramática.
- 1974: Emmy: Mejor actor principal e serie dramática: Telly Savalas; 6 nominaciones.
- 1973: Emmy: Mejor Dirección y guion en drama, 6 nominaciones.
- 1977: Globos de Oro: Nominada a mejor actor serie drama: Telly Savalas.
- 1976: Globos de Oro: Nominada a mejor actor serie drama: Telly Savalas.
- 1975: Globos de Oro: Mejor serie de TV Drama; Actor en serie Drama: Telly Savalas.
- 1974: Globos de Oro: Mejor actor de Serie TV - Drama: Telly Savalas.
- 1975: Sindicato de Directores (DGA): Nominada a mejor Director en Serie Drama.
- 1974: Sindicato de Directores (DGA): Mejor Director en Serie Drama.
- 1973: Sindicato de Directores (DGA): Mejor Director en Serie Drama y Mejor Director.

## Chupachús
- En Chile, debido al éxito de la serie en la década de los ochenta, la marca de dulces y galletas Calaf adquirió para los chupachups o lollipops un nombre cercano al del nombre del personaje principal. El nombre es Goyak, convirtiéndose en un nombre genérico para las chupetinas que en Chile son conocidas como kojak.

## Serie del 2005
La segunda versión de la serie debutó en USA Network y en ITV4 en el Reino Unido. En esta remozada versión, Ving Rhames, un actor afroestadounidense, interpreta al teniente Kojak. La cabeza calva, los lollipops (chupachups), y la frase «Who loves ya, baby?» se mantuvieron en la nueva versión, pero poco más quedó de la versión original. La serie, sin el éxito de su antecesora setentera, duró solo una temporada.
- Datos: Q510554
- Multimedia: Kojak / Q510554